# Кватро канти
Кватро канти (итал. Quattro Canti), званично познат као Пјаца Виљена (итал. Piazza Vigliena),

је барокни трг у Палерму, Сицилија, јужна Италија.
Изграђен је по захтеву војводе од Македа између 1608. и 1620. према замисли архитекте Ђулија Ласоа

на раскрсници две главне улице у Палерму, улице Македа и шеталишта Виторио Емануеле.

## Архитектура трга
Трг има облик осмоугла, чије су четири стране улице, а преостале четири барокне зграде са скоро идентичним фасадама. Фасаде су удубљене на делу који је окренут тргу, и имају четири спрата, а изграђене су у класичном стилу у три нивоа (дорском, јонском и коринтском). У центру сваке од њих се налази фонтана над којом се, до висине другог спрата, уздиже статуа девојке која симболише једно од четири годишња доба.
У нишама следећег нивоа су смештене статуе шпанских краљева који су владали Сицилијом, а на највишем нивоу су статуе заштитиница града, Свете Христине, Свете Нинфе, Свете Оливије и Свете Агате.
Раскршће дели стари део града на четири зоне које су биле посвећене светицама - Палацо Реале, Мецомонреале, Кастеламаре и Орето.
Израда четири фонтане са статуама четири годишња доба је наручена 2. августа 1630. године, и тада је било замишљено да оне буду од бронзе, али су ипак израђене од мермера. Пролеће и Лето су дело Грегорија Тедеског, а Јесен и Зима Нунција Ламатина.
У време када је изграђен, трг је био један од првих примера примене урбанистичког планирања у Европи.